# Nora Mørk
Nora Mørk (n. 5 aprilie 1991, în Oslo) este o jucătoare de handbal din Norvegia care evoluează pe postul de inter dreapta. Actualmente, ea joacă pentru echipa Team Esbjerg din Danemarca și pentru echipa națională a Norvegiei.
Mørk și-a făcut debutul internațional pe 21 septembrie 2010. Până pe data de 19 decembrie 2010, ea jucase 17 meciuri pentru echipa de senioare a Norvegiei, în care înscrisese 51 de goluri.
În total, Nora Mørk a jucat 20 de meciuri pentru echipa de junioare a Norvegiei, în care a înscris 122 de goluri, și 31 de meciuri pentru echipa de tineret a Norvegiei, în care a înscris 204 de goluri.
Nora Mørk a fost coechipieră la clubul Larvik HK cu sora ei geamănă, Thea Mørk, care evoluează pe postul de extremă stânga.

## Palmares
- Jocurile Olimpice:
  -  Medalie de bronz (2): 2016, 2020

- Campionatul Mondial:
  -  Câștigătoare (2): 2015, 2021
  - Finalistă: 2017

- Campionatul European:
  -  Câștigătoare: 2010, 2014, 2016, 2020, 2022

- Campionatul European pentru Tineret:
  -  Câștigătoare: 2009

- Campionatul Mondial pentru Tineret:
  -  Câștigătoare: 2010

- Liga Campionilor EHF:
  -  Câștigătoare (6): 2011, 2017, 2018, 2019, 2021, 2022
  - Finalistă (2): 2013, 2015

- Campionatul Norvegiei:
  - Câștigătoare: 2010, 2011, 2014, 2015, 2016, 2021, 2022

- Cupa Norvegiei:
  -  Câștigătoare: 2009, 2010, 2013, 2014, 2015, 2020, 2021

## Individual awards
- Interul dreapta al All-Star Team la Campionatul European pentru Junioare: 2007
- Interul dreapta al All-Star Team la Openul European U18: 2008
- Cel mai bun jucător tânăr NISO al anului: 2008
- Cel mai bun jucător tânăr din Eliteserien: 2009
- Interul dreapta al All-Star Team la Campionatul European pentru Tineret: 2009
- Cea mai bună handbalistă (MVP) de la Campionatul European pentru Tineret: 2009[4]
- Interul dreapta al All-Star Team în Eliteserien: 2009, 2010
- Interul dreapta al All-Star Team în Postenligaen: 2011, 2014
- Interul dreapta al All-Star Team în Grundigligaen: 2015, 2016
- Interul dreapta al All-Star Team la Campionatul European: 2014, 2016
- Interul dreapta al All-Star Team la Campionatul Mondial: 2015
- Handbalista anului în Norvegia: 2014, 2015, 2016 [5]
- Interul dreapta al All-Star Team în Liga Campionilor EHF: 2015, 2016[6]
- Cea mai bună marcatoare de la Jocurile Olimpice: 2016 (62 de goluri)[7]
- Interul dreapta al All-Star Team la Jocurile Olimpice: 2016[7]